# صفير ذهبي

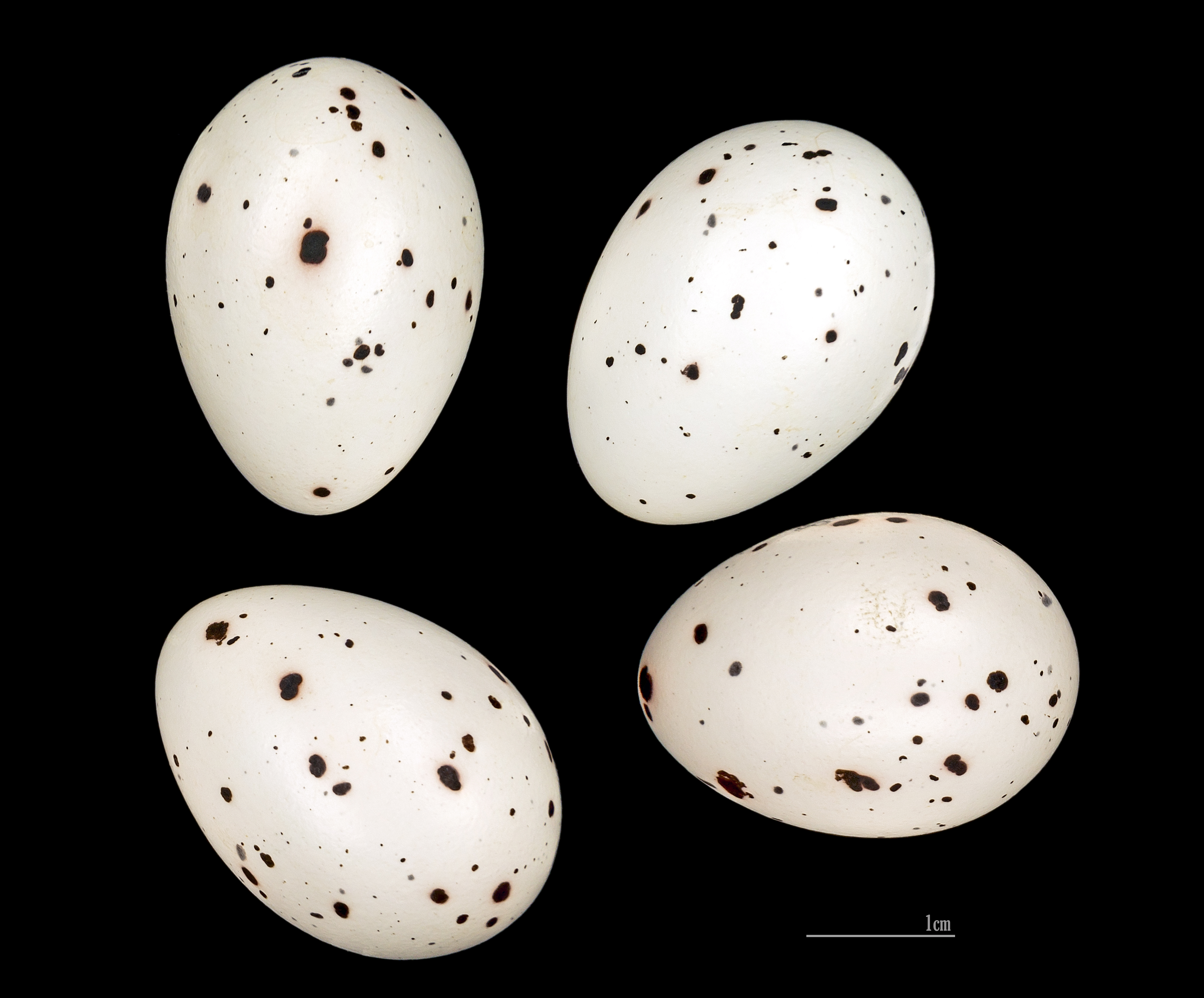
Oriolus oriolus

صفير ذهبي أو صفاره وجمعها صفّر أو صفارى
 (الاسم العلمي: Oriolus  oriolus) (بالإنجليزية: Eurasian  Golden  Oriole)‏ هو طائر ينتمي إلى طيور الصفارية (فصيلة: Oriolidae).